# 2019 في اليمن
فيما يلي قوائم الأحداث التي وقعت خلال عام 2019 في اليمن.

## سياسة
- الرئيس: عبد ربه منصور هادي
- رئيس الوزراء: معين عبد الملك سعيد

## أحداث

### أغسطس
- 1 أغسطس: مقتل ما لا يقل عن 36 من قوات الأمن، بما في ذلك منير اليافعي القيادي في الحراك الجنوبي، وإصابة العشرات في هجوم صاروخي للحوثيون على معسكر بالقرب من مدينة عدن، اليمنية، وذلك بعد عملية انتحارية في الشيخ عثمان أدت لمقتل 13 شخصاً. تبناها تنظيم الدولة الإسلامية - ولاية اليمن.[1]
- 2 أغسطس: مقتل 19 جندي يمني على الأقل في هجوم لتنظيم القاعدة في جزيرة العرب على معسكر للجيش في محافظة أبين، اليمن.[2]
- 7 أغسطس: معركة عدن (2019)

## وفيات

### أغسطس
- 1 أغسطس – منير اليافعي قيادي عسكري يمني.